# Stråtag
Et stråtag er et tag lagt af strå og rør materiale. Stråtaget er en ældgammel tagtype. Udtrykket "stråtag" burde i nutiden hedde ”rørtag” da materialet "strå" er meget sjældent. Rør har en væsentlig længere holdbarhed. Tagtypen findes over hele verden og fremgangsmåden til frembringelse af et stråtag er næsten ens overalt – fra Danmark til Japan. Dette kan være Almindelig Tagrør (Phragmites australis), som vokser langs bredden i søer og fjorde. Taget kan også være lagt med langhalm almindeligvis rughalm da det har længst holdbarhed, eller med lyng eller ålegræs. Ålegræstagene er næsten forsvundet – dog findes der på Læsø stadig fredede bygninger med den type tag. Bl.a. i Sandager på Lolland findes en antal store marker med en type elefantgræs, som bruges af den lokale tækkemand i stedet for, eller som supplement til tagrør. Denne type græs har den fordel, at den kan dyrkes på tør jord og derfor er nemmere at høste.
En person, der tækker et stråtag, kaldes en tækkemand.

## Tækning og vedligeholdelse
Det er vigtigt at tækkematerialet, efter at det er afhøstet opbevares tørt, fri for jordkontakt og under tag når de er pakket i ruller. De skal være uden gråsorte misfarvninger og fri for nedbrydende svampeangreb. De skal være tørre og have et vandindhold på under 16 %, når de pakkes i ruller og køres på lager.
Stråene leveres i sammensnørede bundter, som fordeles på taglægterne og skubbes således, at det underste rørhalm danner en skrå gennemgående flade. Et stråtag er opbygget med et lag strå udenpå en konstruktion af spær og lægter. Stråene ligger forskudt udenpå hinanden så regnvandet løber langs dem og derefter af taget i stedet for ind i taget. Når taget er bygget ses kun stråenderne, der kaldes for rodenderne. Alle stråene er syet eller bundet fast til lægterne.
Tagrørenes længde bestemmer tagets tykkelse. Der skal tækkes tyndt med korte tagrør og tykkere med lange rør for at afstemme stråhældningen, så stråene stadig peger nedad. Især er det håndværksmæssigt forkert, hvis man tækker for tykt med korte tagrør. Så vil stråene ligge for vandret og tagets levetid vil blive markant forringet. Et stråtag bør mindst en gang om året efterses og vedligeholdes af ejeren. Vandbrædder, vindskeder og dækbrædder skal vedligeholdes med maling og træer og buske skal beskæres, så stråtaget får luft og kan ”ånde”. Stråtagets største minus er brandfaren. Det betyder både højere forsikringspræmier og dyre ekstraforanstaltninger til brandsikring. Nye stråtage kan brandsikres ved, at der lægges en membran af brandisolerende materiale, bl.a. Flexi A-Batts, gipsplader og forskalling under stråene.
I de seneste årtier er der opstået en ny tækkemetode. Metoden går ud på, at man i stedet for at ”sy” tækketråden rundt om lægten, skruer denne fast til oversiden af lægten med selvskærende skruer. Tråden strammes efterfølgende op til vandrette ”tækkekæppe”, bestående af 6mm runde jernstænger. Både skruningen og stramningen sker med el-boremaskine. Kulturstyrelsen anbefaler normalt ikke denne metode til de fredede bygninger, da det vurderers at de oprindelige håndværks og konstruktionsmetoder er en væsentlig del af fredningsværdierne – særligt ved åbne tagrum eller porte. Der er ikke væsentlig prisforskel, hvad enten man får det syet, bundet eller om man anvender skruemetoden.
Et stråtag holder i gennemsnit 30 til 50 år, men holdbarheden er afhængig af mange ting:
- Form og udføringsdetaljer (f.eks. taghældning, materiale og slidlagets tykkelse)
- Stråtagets udluftning (beboerens udluftningsvaner)
- Konstruktionen af taget (traditionelt ventileret eller ikke ventileret)
- Forkert håndværksmæssig håndtering af tagrørene vil nedsætte tagets levetid betydeligt.
- Stråtagets beliggenhed (I læ, eller ved vindblæste steder)
- Pleje og vedligeholdelse af stråtaget (regelmæssig pleje og reparation.

### Bosættelsescyklus
Almindelig Tagrør Phragmites australis huser talrige arter. Efterhånden, afhængig af stråtagets alder veksler tilflytningen. De følgende grader viser den typiske bevoksning. Denne voksefølge kan forstyrres af vejrindflydelse og vedligeholdelsesarbejde. Sammensætningen af arterne er adskiller sig regionalt og er også på det enkelte tag afhængig af højderetning og beskygning.
- Det første år: Begyndende bosættelse med alger, grønalger, kiselalge og lavsvamp.
- Efter 6. år: Videre bosættelse med lav.
- Efter 10. år: Nu følgers bladmossen Dicranales.
- Efter 15. år: På det bestående mospolster bosætter der sig forskellige spirende mosarter, alt efter den lokale fugtighed.
- Efter 20. år begynder blomsterplanterne at afløse mossen

## Stråtagets historie
Almindeligt Tagrør var et af de første tag materiale som de første fast bosatte mennesker brugte; særlig på grund af sine egenskaber som vandplante. Materialerne var for det meste i nærheden ved moser, søer og havet.
Teknikkerne udviklede sig og i forbindelse med Folkevandringstiden. Efterhånden tilpassede menneskene deres egen byggestil alt efter i hvilket område de boede. For eksempel kan man i Vikingemuseum Hedeby se at vikingerne udelukkende har brugt stråtag. På den historiske boplads inden for halvkredsvolden blev der i årene 2005-2008 opført syv vikingehuse i den oprindelige byggestil med stråtag og vægge af lerklinet fletværk. Husene er rekonstrueret efter originale bygningsfund i Hedeby.
I middelalderen var stråtag stadig den mest udbredte form form tag. I takt med at byerne voksede og flere mennesker blev samlet på et lille område, blev det dog et stigende problem med brande i byerne. Stråtagene gjorde det nemt for brandene at sprede sig, så en brand i ét hus kunne hurtigt ødelægge store dele af byerne. Man gik derfor i stigende grad over til at benytte faste tage af tegl og træspån i de tæt bebyggede områder i byerne for at mindske brandfaren. Efter Storbranden i London i 1666 blev alle stråtage forbudt i byen. Ved rekonstruktionen af Shakespeare's Globe ud til Themsen var den første og eneste bygning siden branden, der har fået tilladelse til at bruge stråtag. På landet var stråtage dog stadig fremherskende. Dette blev ikke kun brugt til beboelsesbygninger men også til eksempelvis stalde, fadebure og nauste.
I 1800-tallet dyrkede bønderne ofte hvede eller havrestrå til brug deres egne tage på stuehus og stald. Deraf kommer udtrykket "stråtag", men i dag burde det faktisk hedde ”rørtag” da materialet "strå" er meget sjældent. Rør har en væsentlig højere levetid end strå.
I Danmark findes der i dag forholdsmæssigt få stråtækte huse (ca. 42.000 ifølge BBR registret). I 60´erne blev stråtaget ofte erstattet med det billigere eternit i stedet for tegl, da det ikke krævede de store forandringer i tagkonstruktionen. Flere og flere husejere vælger dog i dag af miljømæssige og æstetiske grunde at få det oprindelige tag på igen.[kilde mangler]
På landet og i ferieområderne har stråtagstækning dog stadig en vis betydning.

## Galleri
- Stråtækt hus i Aaby ved Århus.
- Søbygård, Ærø.
- Møllen i Havnbjerg er beklædt med strå.
- Branduhre Mølle er en stråtækt mølle.
- Nordsiden af Jollmands Gård, Holm.
- Sydsiden af Jollmands Gård.
- Badehus på Ærøs hale syd for Marstal.
- Fiskerkirken i Born a. Darß, Tyskland.
- Stråtag under oplægning i Born a. Darß, Tyskland.
- Traditonelle huse i Shirakawa-go, Japan.